# Pellegrino (araldica)
In araldica il pellegrino è impiegato, per lo più, come arma parlante. È talora assunto come simbolo di lunghi viaggi. Con lo stesso significato sono utilizzati il bordone del pellegrino, cioè il tipico bastone da viaggio, o la conchiglia di Santiago.
L'immagine più completa del pellegrino è presente nel terzo stemma, nel quale esso compare con una lunga veste (spesso di pelliccia), il bordone, la conchiglia di Santiago fissata sul cappello, la bisaccia alla vita (talora fissata al bordone) e il rosario in mano.

## Galleria d'immagini

Frate pellegrino passante (Münchwilen, Svizzera)
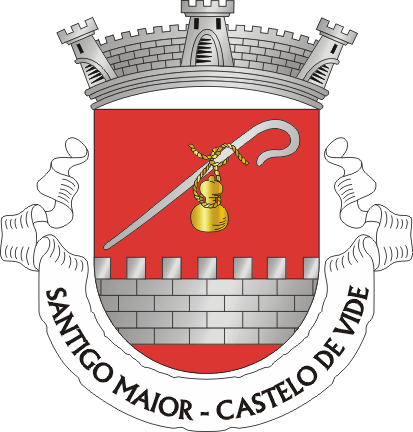
Bordone da pellegrino (freguesia di Santiago Maior, Castelo de Vide, Portogallo)
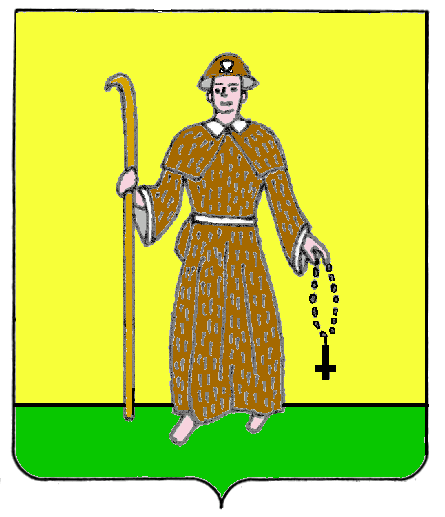
Stemma della famiglia Pellegrini di Verona, Venezia e Brescia
Pellegrino con bordone e conchiglia di Santiago (Morąg, Polonia)
Pellegrino (Chironico, Svizzera)
Pellegrino (Poppenhausen, Germania)
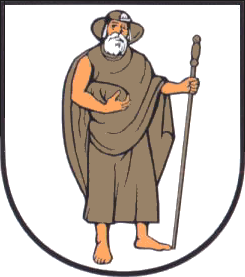
Stemma di Dornburg (Dornburg-Camburg), Germania
Pellegrino passante sulla campagna erbosa (Pellegrino Parmense)